# Zagersdorf
Zagersdorf (kroatiska: Cogrštof, ungerska: Zárány) är en ort och kommun i Österrike. Den ligger i distriktet Eisenstadt-Umgebung i förbundslandet Burgenland, i den östra delen av landet, 50 km söder om huvudstaden Wien. Zagersdorf ligger 179 meter över havet och antalet invånare år 2023 är 1 147.